# Frank-Étienne vers la béatitude
Pour plus de détails, voir Fiche technique et Distribution.
Frank-Étienne vers la béatitude est un court métrage français réalisé par Constance Meyer en 2012, avec Gérard Depardieu, Marina Foïs et Samir Guesmi.
Il a été présenté en sélection officielle en 2012 à la Mostra de Venise.

## Synopsis
Frank-Etienne est VRP. C'est son premier jour. Il arrive dans un quartier de banlieue tranquille pour vendre des récipients en plastique, et y rencontre une femme qui profite de sa gentillesse et de sa voiture pour tenter de reconquérir son amant marié.

## Fiche technique
- Titre : Frank-Étienne vers la béatitude
- Réalisation : Constance Meyer
- Scénario et dialogues : Constance Meyer
- Photographie : Federico Cesca
- Décors : Serge Borgel
- Montage : Anita Roth
- Son : Jérome Aghion
- Production : Victor Holl
- Société de production : b.o.x production
- Sociétés de distribution : Premium Films
- Genre : comédie dramatique
- Pays d'origine :  France
- Langue : Français
- Format : noir et blanc - DCP
- Durée : 12 minutes

## Distribution
- Gérard Depardieu : Frank-Étienne Boulard
- Marina Foïs : la femme
- Samir Guesmi : l'amant